# Dzwonek
Dzwonek (prononciation : [ˈd͡zvɔnɛk]) est un village polonais de la gmina de Czerwin dans le powiat d'Ostrołęka de la voïvodie de Mazovie dans le centre-est de la Pologne.
Il se situe à environ 4 kilomètres au nord-ouest de Czerwin (siège de la gmina), 16 kilomètres au sud-est d'Ostrołęka (siège du powiat) et à 96 kilomètres au nord-est de Varsovie (capitale de la Pologne).
Le village compte approximativement une population de 320 habitants en 2006.

## Histoire
Dzwonek a été fondé au XVe siècle.
De 1975 à 1998, le village appartenait administrativement à la voïvodie d'Ostrołęka.